# Caryanda curvimargina
Caryanda curvimargina är en insektsart som beskrevs av Zheng, Z. och E.-b. Ma 1999. Caryanda curvimargina ingår i släktet Caryanda och familjen gräshoppor. Inga underarter finns listade i Catalogue of Life.